# Slag bij Leuthen

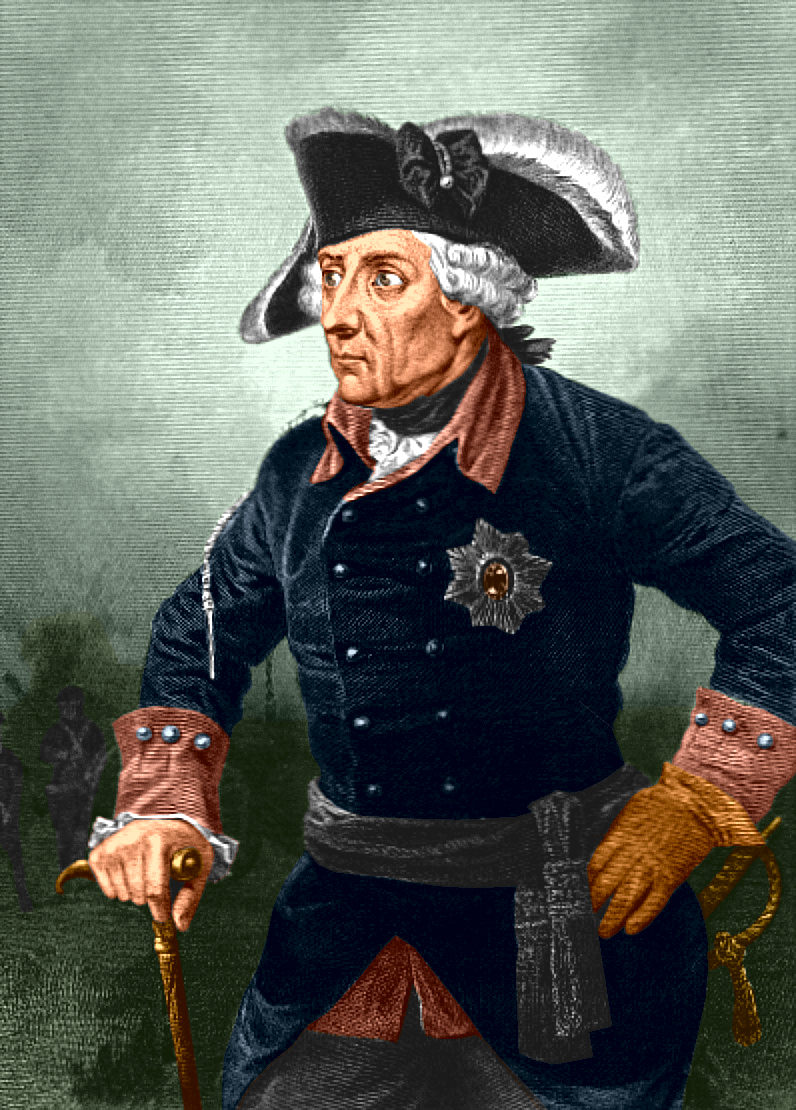
Frederik de Grote

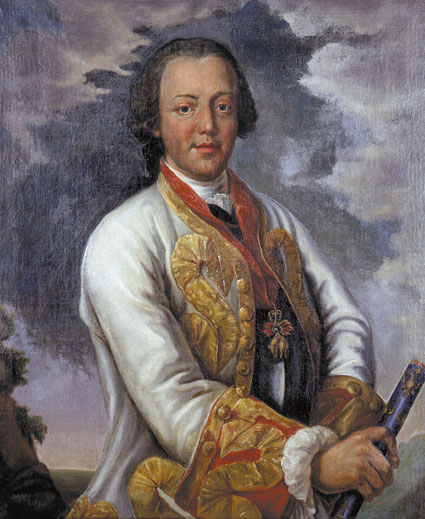
Karel van Lotharingen

De Slag bij Leuthen werd uitgevochten op 5 december 1757 tijdens de Zevenjarige Oorlog. Het resultaat was een belangrijke overwinning voor Frederik de Grote, die daarmee zijn controle over Silezië wist te behouden tegenover de Oostenrijkers. Hij maakte uitgebreid gebruik van het verrassingseffect en deed zijn voordeel met de vijandelijke posities en het omliggende terrein.

## Achtergrond
Terwijl Frederik de Grote op veldtocht was in Centraal-Duitsland en daar een gecombineerd Frans-keizerlijk leger versloeg bij de Slag bij Rossbach, waren de Oostenrijkers erin geslaagd de provincie Silezië langzamerhand terug te veroveren. Frederik kwam aan op 28 november, precies op tijd om te zien dat Breslau, de belangrijkste stad van Silezië, in handen van de Oostenrijkers viel. In de buurt van Leuthen (Lutynia) vond hij een leger tegenover zich dat twee keer zo groot was als zijn eigen strijdmacht. Hij wist dat hij ofwel een klinkende overwinning moest behalen, ofwel vernietigend zou worden verslagen. De aanvoerders van het Oostenrijkse leger hadden eerder onenigheid gehad over de vraag of ze vanuit Breslau moesten oprukken om Frederik tegemoet te komen. Deze strijd was gewonnen door Karel van Lotharingen, waarmee de voorwaarden voor de slag waren geschapen. Het weer was mistig en het hele gebied was ooit gebruikt als trainingsgebied voor het Pruisische leger. Frederik had dus een uitstekende kennis van het terrein.

## De schijnbeweging
Frederik de Grote was erop gebrand de Oostenrijkers uit Silezië te werken en marcheerde direct op het centrum van Oostenrijkse leger af. Dat centrum lag bij Leuthen, terwijl de vleugels zich een indrukwekkende 9 km uitstrekten. Het Oostenrijkse leger was zo breed uitgespreid om te voorkomen dat Frederik het in de flank aan zou kunnen vallen, zijn favoriete strategie. Uiteindelijk zou dit echter een catastrofale vergissing blijken. Frederik liet zijn cavalerie een schijnaanval op Borna uitvoeren en vervolgens draaien naar de rechterflank van de Oostenrijkers. Het leek daardoor dat de cavalerie de speerpunt zou vormen voor een aanval op de rechterflank. Afgeschermd door de cavalerie onder Christoph Karl von Bülow liet Frederik zijn gedisciplineerde infanterie in colonnes optrekken naar de linkerzijde van de Oostenrijkers.

## Achter de heuvels
De infanterie marcheerde naar het zuiden, achter een rij lage heuvels en uit het zicht van de Oostenrijkers. Karel Alexander van Lotharingen stond in de kerktoren van Leuthen, maar kon door de mist niets zien. Hij reageerde door zijn reserves naar zijn rechterflank te sturen in plaats van naar zijn linkerflank, die spoedig ernstig bedreigd zou worden. Het leek alsof het Pruisische leger was verdwenen. De Oostenrijkers interpreteerden dit als een terugtrekking en van prins Karel van Lotharingen werd vernomen dat 
"de heren vertrekken. We laten ze maar gaan."
Toen de voorhoedes van de twee uitstekend gedrilde Pruisische colonnes, de afstand tussen de marcherende pelotons nog steeds precies evenveel als de breedte van een colonne, de Oostenrijkse linkerflank voorbij waren, draaiden de colonnes naar links in de richting van de vijand en marcheerden ze verder totdat de voorhoedes de Oostenrijkse flank helemaal waren gepasseerd. Op bevel draaiden de verschillende pelotons van de colonnes naar links bij Lobetinz, waardoor het hele Pruisische leger in slagorde stond opgesteld, haaks op de linkerflank van de Oostenrijkse posities. De Pruisen hadden met hun gehele leger een manoeuvre uitgevoerd dat leek op het manoeuvre dat de Spartanen uitvoerden om hun vijand in de flank aan te vallen. In de tijd van linietactieken was een dergelijke flankeerbeweging echter funest voor het slachtoffer. Omdat aan hun kwaliteiten werd getwijfeld, waren de slechtste soldaten van het Oostenrijkse leger aan de linkerflank geplaatst, in een positie die beschermd werd door de heuvels.

## Rampspoed voor de Oostenrijkers
De Pruisische infanterie, opgesteld in de gebruikelijke slagorde van twee linies, trok op en rolde de Oostenrijkse flank op. Frederik had die dag veel geluk: prins Karel had niet alleen de cavalerie van de linker- naar de rechterflank verplaatst, de infanterie op de rechterflank bestond tevens uit protestantse troepen uit Württemberg, die sympathie hadden voor de eveneens protestantse Pruisen. Ze schoten een paar halfslachtige salvo's af en trokken zich vervolgens wanordelijk terug voor de optrekkende Pruisische linie. De linies van de andere Oostenrijkse infanterie op de linkerflank vielen ook snel uiteen, onder moordend vuur van de Pruisische 12-ponders en vernietigende salvo's van de oprukkende Pruisen.
Prins Karel verplaatste gejaagd troepen van de rechter- naar de linkerflank en vormde haastig een linie voor het stadje Leuthen, het voormalige Oostenrijkse centrum. De Oostenrijkers probeerden de nieuwe situatie wanhopig het hoofd te bieden, maar omdat hun linies zo lang waren, duurde het anderhalf uur voordat troepen van de rechterflank hun nieuwe posities bereikt hadden. De lange Pruisische linie aarzelde geen moment in haar verbazingwekkende opmars en bestormde Leuthen, gesteund door artillerie. De vastbesloten Pruisische troepen wisten in een helse veertig minuten het dorp in te nemen, terwijl de artillerie van beide partijen elkaar genadeloos bestookte.
Op dat moment ontwaarde de Oostenrijkse cavalerie de ongedekte Pruisische linie, en begon aan een haastige aanval om de Pruisen in de flank aan te vallen en daarmee de slag te winnen. Helaas voor hen, werden ze onderschept door de Pruisische cavalerie, die een vernietigende charge uitvoerde. Het cavaleriegevecht verplaatste zich al snel naar de Oostenrijkse linie achter Leuthen en veroorzaakte daar grote verwarring en paniek. De Oostenrijkse linies braken. De slag had iets meer dan drie uur geduurd. Toen hij zijn verslagen leger zag, hoorde men Karel van Lotharingen zeggen:
"Ik kan het niet geloven!"

## Nasleep
De operationele manoeuvres voor de slag vormden de sleutel tot de overwinning. Frederik de Grote kon zijn intenties verbergen, waarmee hij voor totale verrassing zorgde en een vernietigende slag kon toebrengen op het zwakste punt van de vijandelijke linies. De tactiek was een voorbode van de latere Bewegingsoorlog, oftewel Blitzkrieg. De Oostenrijkers trokken zich terug naar Bohemen, waarmee Silezië gered was voor de Pruisen. Dit was de grootste overwinning die Frederik ooit behaalde, waarmee hij de wereld nogmaals wist te tonen hoe superieur de Pruisische infanterie van dat moment was. Maria Theresia eiste kort daarop het ontslag van haar incompetente tweevoudige zwager, prins Karel.